# The Afghan Whigs
A The Afghan Whigs amerikai rockegyüttes az Ohio állambeli Cincinnati-ből. Alternatív rockot, indie rockot, soult és grunge-ot játszanak. 1986-ban alakultak. Habár az együttes sosem ért el különösebb fősodor-beli (mainstream) sikereket, kultikus státusszal rendelkeznek. Azonban a kultikus státusz mellett kritikusai is akadtak a zenekarnak, még egy "anti-Afghan Whigs" klub is alakult.

## Története
Az együttest Greg Dulli (ének, ritmusgitár), Rick McCollum (gitár), John Curley (basszusgitár) és Steve Earle (dob) alapították 1986-ban, Cincinnati városában. Az Afghan Whigs Dulli korábbi zenekara, a Black Republicans romjain alakult. Dulli a The Band, a The Temptations és a Crazy Horse keverékeként írta le az együttes zenéjét. Eddig nyolc nagylemezt jelentettek meg, amelyek közül a Gentlemen bekerült az 1001 lemez, amelyet hallanod kell, mielőtt meghalsz című könyvbe. 2001-ben feloszlottak. 2006-ban ideiglenesen újból összeálltak egy válogatáslemez rögzítéséig. Ezt követően Greg Dulli egy interjúban elmondta, hogy "nem hiányzik neki" az együttes. 2012 óta azonban újból aktív a zenekar.

## Diszkográfia
- Big Top Halloween (1988)
- Up in It (1990)
- Congregation (1992)
- Gentlemen (1993)
- Black Love (1996)
- 1965 (1998)
- Do to the Beast (2014)
- In Spades (2017)